# Michael von Kienmayer
Michael von Kienmayer (Viena, 17 de Janeiro de 1755 – Viena, 28 de Outubro de 1828) foi um General de divisão austríaco que participou que participou em várias guerras como a Guerra da Sucessão Bávara, Guerra Austro-Turca (1787–1791), Revolução francesa e Guerras Napoleónicas.
Von Kienmayer juntou-se ao exército da Monarquia de Habsburgo para lutar contra o Reino da Prússia e o Império Otomano. Durante a Revolução francesa, continuou a aumentar a sua reputação na cavalaria, e foi nomeado general-oficial. Na Guerra da Segunda Coligação e nas Guerras Napoleónicas, comandou várias divisões e Corpos. Recebeu a "propriedade" (Proprietor (Inhaber) de um regimento de cavalaria austríaco, em 1802.